# Emberiza alcoveri
El escribano patilargo (Emberiza alcoveri) es una especie extinta de ave paseriforme de la familia Emberizidae endémica de la isla de Tenerife, en el archipiélago canario, que probablemente era incapaz de volar.

## Descubrimiento
Los huesos de esta ave fueron encontrados en la Cueva del Viento, que es el tubo volcánico más largo de Europa. En esta cueva es común encontrar restos óseos de mamíferos extintos, lagartos (Gallotia sp.) y otras aves como palomas (Columba sp.), grajas (Pyrrhocorax pyrrhocorax), ratoneros (Buteo buteo), hubaras (Chlamydotis undulata) y una especie de codorniz también extinta (Coturnix gomerae). Se han recolectado huesos de al menos ocho individuos distintos, siendo el holotipo un ejemplar recolectado en agosto de 1994.

## Descripción
Esta especie era más grande que el resto de las de su género, con las alas proporcionalmente más cortas y las patas más largas. Esto indica que esta ave se alimentaba en el suelo. Otras características óseas sugieren una pérdida de la capacidad de vuelo, aunque esto sea difícil de asegurar. El pico es más curvo que en especies cercanas, y muestra que probablemente tenía una dieta similar a la de otras especies de su género (semillas e insectos), pero los anclajes de sus músculos son más poderosos, por lo que podría haberse alimentado de semillas más duras. La entrada a la cueva en la que fue encontrado se encuentra en una zona cultivada a unos 700 m sobre el nivel del mar, en el área potencial de los bosques de laurisilva o de la transisión entre esta y el pinar. Este hábitat habría ofrecido gran cantidad de insectos y semillas a esta ave, al mismo tiempo que una vegetación densa entre la que protegerse de los depredadores como ratoneros y gavilanes.

## Extinción
Lo más probable es que esta especie se extinguiera debido a la llegada del ser humano a las islas, primero en la figura de los guanches y luego en la de los colonos españoles. Los primeros introdujeron cabras, ovejas, cerdos y perros, que transformaron el paisaje, y los segundos trajeron consigo gatos y ratas (Rattus rattus y Rattus norvegicus), que aún hoy depredan sobre las especies autóctonas. Al ser probablemente no voladora esta ave pondría sus huevos en el suelo, hecho que las ratas aprovecharían para alimentarse como hacen actualmente con las puestas de paloma rabiche (Columba junoniae). La reducción de su hábitat natural probablemente también jugó un papel fundamental en su desaparición.